# Акі-Петтері Берг
Акі-Петтері Берг (фін. Aki-Petteri Berg; 28 липня 1977, м. Райсіо, Фінляндія) — фінський хокеїст, захисник.
Вихованець хокейної школи ТПС (Турку). Виступав за ТПС (Турку), «Лос-Анджелес Кінгс», «Фінікс Роудраннерс» (ІХЛ), «Торонто Мейпл-Ліфс», ХК «Тімро».
В чемпіонатах НХЛ — 606 матчів (15+70), у турнірах Кубка Стенлі — 54 матчі (1+7). В чемпіонатах Фінляндії — 215 матчів (18+49), у плей-оф — 21 матч (1+1). В чемпіонатах Швеції — 47 матчів (6+14), у плей-оф — 7 матчів (0+0). 
У складі національної збірної Фінляндії учасник зимових Олімпійських ігор 1998, 2002 і 2006 (18 матчів, 1+0), учасник чемпіонатів світу 1999, 2000, 2001, 2003, 2006 і 2007 (47 матчів, 5+3), учасник Кубка світу 2004 (5 матчів, 0+1). У складі молодіжної збірної Фінляндії учасник чемпіонату світу 1997. У складі юніорської збірної Фінляндії учасник чемпіонатів Європи 1994 і 1995.
Досягнення
- Срібний призер зимових Олімпійських ігор (2006), бронзовий призер (1998)
- Срібний призер чемпіонату світу (2001, 2007), бронзовий призер (2000, 2006)
- Чемпіон Фінляндії (1999, 2010), срібний призер (1994)
- Володар Кубка європейських чемпіонів (1994)
- Переможець юніорського чемпіонату Європи (1995).